# Immelmannsväng

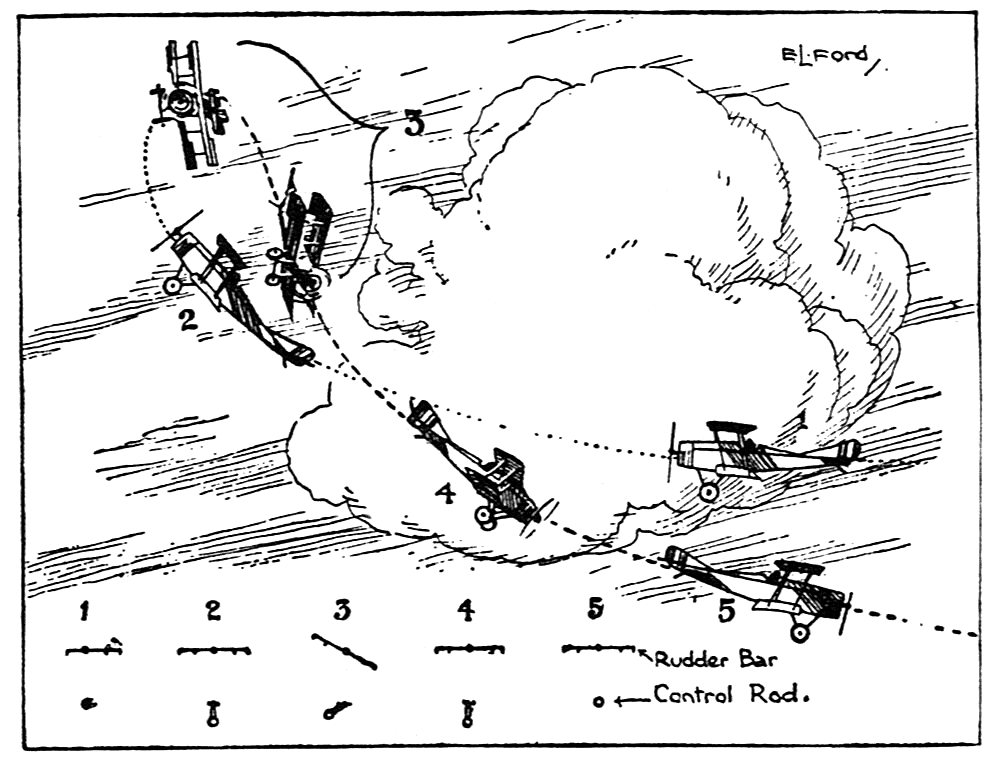
Ingelmannsväng.

Immelmannsväng eller topproll är en flygmanöver som utvecklades av Max Immelmann, en tysk stridsflygare och flygaräss under första världskriget.
Flygmanövern består av en under en loopingöglas första del utförd halvroll så att flygplanet på toppen av öglan befinner sig i rättvänt flygläge men med motsatt färdriktning i förhållande till den ursprungliga. 